# Barão de Taunay
Barão de Taunay foi um título de nobreza de Portugal e do Brasil.
Foi criado antes de 1821 por D. João VI em favor do pintor da Missão Francesa Nicolas-Antoine Taunay (1775-1830).
O título foi renovado em 1871 por D. Pedro II em favor de Félix Émile Taunay (1795-1881), filho do 1º barão, pintor, professor e diretor da Academia Imperial de Belas Artes.